# Somaliska ungdomsförbundet
Somaliska ungdomsförbundet (SUF) är en förening som hjälper somaliska ungdomar att komma in i det svenska samhället. SUF är också politiskt aktiva.